# Fanny Babou
Fanny Babou, née le 26 mars 1989 à Perpignan (Pyrénées-Orientales), est une nageuse française. Elle est licenciée au CNS de Saint Estève. Elle a été championne de France du 100 m brasse en 2009 et 2012 et du 200 m brasse en 2010.

## Biographie
Fanny Babou participe aux jeux olympiques d'été de 2012 à Londres. Elle y termine 14e du 4 × 100 m 4 nages et 32e et du 100 m brasse.